# Lynsey Baxter
Lynsey Baxter (* 7. Mai 1959 in West Ham, London) ist eine britische Schauspielerin mit Charakterrollen im Film, Fernsehen und dem Theater. International bekannt wurde sie vor allem durch ihre Rollen in den Kinoproduktionen Die Geliebte des französischen Leutnants, Das Mädchen auf der Schaukel, Das Lustprinzip, Tod im kalten Morgenlicht oder Das Johannes-Evangelium.

## Leben und Karriere
Lynsey Baxter, geboren 1959 im Londoner Stadtteil West Ham, spielte schon als Kind Rollen als Schauspielerin im Theater. Später erhielt sie ihre Ausbildung an der renommierten Royal Academy of Dramatic Arts (RADA) in London. Mitte der 1970er Jahre begann sie ihre Laufbahn im britischen Fernsehen. Sie spielte in zahlreichen Fernsehfilmen, Serien und Miniserien, darunter in den 1970er Jahren in TV-Serien wie Operation Patch (1976) oder The Prime of Miss Jean Brodie (1978).
Seit 1981 trat sie in unregelmäßigen Abständen als Schauspielerin auch in Kinoproduktionen in Erscheinung. Mit ihrer Rolle der Ernestina gab sie ihr Spielfilmdebüt in Karel Reisz’ romantischem Drama Die Geliebte des französischen Leutnants neben Stars wie Meryl Streep und Jeremy Irons. Weitere Kinoauftritte hatte sie 1984 in Francis Megahys Komödie Real Life, 1988 in Gordon Hesslers Thriller Das Mädchen auf der Schaukel, 1992 in der Beziehungskomödie Das Lustprinzip neben Peter Firth, 1996 in der Friedrich-Dürrenmatt-Verfilmung Tod im kalten Morgenlicht von Regisseur Rudolf van den Berg und 2003 in Robbie Moffats Abenteuerfilm The Bone Hunter und Philip Savilles Bibelverfilmung Das Johannes-Evangelium in der Rolle der Maria Magdalena.
Komplexere TV-Rollen spielte Baxter 1989 in 7 Episoden der TV-Serie Zwei seriöse Damen in Dublin als Serena, des Weiteren in der Fernsehserie Chancer 1990 in 13 Episoden, wo sie den Charakter der Victoria Douglas verkörperte. Darüber hinaus in der Fernsehminiserie The Mushroom Picker 1993 und in den Serien Polizeiarzt Dangerfield 1998, Psychos 1999 und im Jahr 2000 in 13 Folgen der Serie Peak Practice, wo man sie als Kate Turner sah.
Neben ihrer Karriere in Film und Fernsehen spielt Lynsey Baxter seit den 1970er Jahren auch regelmäßig in Theaterproduktionen mit und agiert ferner auch als Hörspielsprecherin im Radio. Darüber hinaus inszenierte sie im Jahr 2012 mit For the Love of Him ihren ersten eigenen dramatischen Kurzfilm als Drehbuchautorin und Regisseurin.

## Auszeichnungen
- Most Promising Newcomer, Plays and Players Award
- 1991: Beste Schauspielerin beim Festival de Télévision de Monte-Carlo für ihre Rolle in der Serie Screenplay in der Episode Ein frecher Vogel (Starlings)

## Filmografie (Auswahl)

### Kino
- 1981: Die Geliebte des französischen Leutnants (The French Lieutenant's Woman)
- 1984: Real Life
- 1988: Das Mädchen auf der Schaukel (The Girl in a Swing)
- 1992: Das Lustprinzip (The Pleasure Principle)
- 1996: Tod im kalten Morgenlicht (The Cold Light of Day)
- 2003: The Bone Hunter
- 2003: Das Johannes-Evangelium (The Visual Bible: The Gospel of John)

### Kurzfilm
- 2005: Can't Stop Breathing

### Fernsehen
- 1974: The Little Match Girl (Fernsehfilm)
- 1976: Peter Pan (Fernsehfilm)
- 1976: Operation Patch (Fernsehserie, 7 Episoden)
- 1976: Dickens of London (Fernsehminiserie)
- 1978: The Prime of Miss Jean Brodie (Fernsehserie, 6 Episoden)
- 1978: The Devil's Crown (Fernsehserie, 3 Episoden)
- 1979: Crown Court (Fernsehserie, 1 Episode)
- 1983: Die Fahrt zum Leuchtturm (To the Lighthouse) (Fernsehfilm)
- 1983: Detektei Blunt (Agatha Christie’s Partners in Crime, Fernsehserie, 1 Episode)
- 1984: Die unglaublichen Geschichten von Roald Dahl (Tales of the Unexpected, Fernsehserie, 1 Episode)
- 1984: The Gentle Touch (Fernsehserie, 1 Episode)
- 1987: Succubus (Fernsehfilm)
- 1988: The Ray Bradbury Theater (Fernsehserie, 1 Episode)
- 1988: Screenplay (Fernsehserie, 1 Episode)
- 1988: Bust (Fernsehserie, 1 Episode)
- 1989: After the War (Fernsehminiserie)
- 1989: Goldeneye (Fernsehfilm)
- 1989: Saracen (Fernsehserie, 1 Episode)
- 1989: Act of Will (Fernsehserie, 2 Episoden)
- 1989: Zwei seriöse Damen in Dublin (Snakes and Ladders, Fernsehserie, 7 Episoden)
- 1990: Jim Bergerac ermittelt (Bergerac, Fernsehserie, 1 Episode)
- 1990: Chancer (Fernsehserie, 13 Episoden)
- 1991: Zorro – Der schwarze Rächer (Zorro, Fernsehserie, 2 Episoden)
- 1991: 4 Play (Fernsehserie, 1 Episode)
- 1991: Clarissa (Fernsehserie, 4 Episoden)
- 1987–1992: Screen Two (Fernsehserie, 2 Episoden)
- 1992: Natural Lies (Fernsehserie, 3 Episoden)
- 1992: Boon (Fernsehserie, 1 Episode)
- 1993: The Mushroom Picker (Fernsehminiserie)
- 1993: The Darling Buds of May (Fernsehserie, 1 Episode)
- 1993: The Comic Strip Presents... (Fernsehserie, 1 Episode)
- 1993: Die Abenteuer des jungen Indiana Jones (Fernsehserie, 1 Episode)
- 1993: Was bleibt, ist die Erinnerung (Remember) (Fernsehfilm)
- 1994: Bill Cosby & Co. – Die Rückkehr der Superspione (I Spy Returns) (Fernsehfilm)
- 1994: Broken Lives (Fernsehfilm)
- 1994: The Trial of Lord Lucan (Fernsehfilm)
- 1995: Weißer Mann mit Brille (Le blanc à lunettes) (Fernsehfilm)
- 1995: Bugs (Fernsehserie, 1 Episode)
- 1996: Casualty (Fernsehserie, 1 Episode)
- 1996: Pie in the Sky (Fernsehserie, 1 Episode)
- 1997: Harry Enfield and Chums (Fernsehserie, 1 Episode)
- 1997: Bramwell (Fernsehminiserie)
- 1998: Polizeiarzt Dangerfield (Dangerfield, Fernsehserie, 5 Episoden)
- 1999: An Evil Streak (Fernsehserie, 3 Episoden)
- 1999: Psychos (Fernsehminiserie)
- 2000: Gormenghast (Fernsehminiserie)
- 2000: Peak Practice (Fernsehserie, 13 Episoden)
- 2001: Doc Martin (Fernsehfilm)
- 2001: Judge John Deed (Fernsehserie, 1 Episode)
- 2002: Späte Jungs (Fernsehserie, 1 Episode)
- 2003: Hardware (Fernsehserie, 1 Episode)
- 2003: Doc Martin and the Legend of the Cloutie (Fernsehfilm)
- 2003: Absolute Power (Fernsehserie, 1 Episode)
- 2004: Rosemary & Thyme (Fernsehserie, 1 Episode)
- 2005: The Walk (Fernsehfilm)
- 2005: Murder in Suburbia (Fernsehserie, 1 Episode)
- 2005: Mythos Ägypten (Fernsehserie, 2 Episoden)
- 2006: Mayo (Fernsehserie, 1 Episode)
- 2006: Rebus (Fernsehserie, 1 Episode)
- 2006: Blue Murder (Fernsehserie, 1 Episode)
- 2010: Lewis – Der Oxford Krimi (Lewis, Fernsehserie, 1 Episode)

## Theaterrollen (Auswahl)
- Next of Kin von John Hopkins, Regie von Harold Pinter (National Theatre, 1974), als Lucy Lloyd
- Heroes von Stephen Poliakoff (Royal Court, 1975)
- As You Like It (Royal Shakespeare Company 1977), als Phoebe
- The Cherry Orchard, directed by Richard Eyre (Nottingham Playhouse, 1977) als Anya
- The Dance of Death (1978) als Judith
- You Never Can Tell (Lyric Theatre, Hammersmith, 1979) als Dolly
- The Master Builder (1979) als Hilde Wangel
- Brimstone and Treacle von Dennis Potter (Open Space, 1979) als Pattie
- Romeo and Juliet (African Tour, including Maynardville Open Air Shakespeare Theatre, Cape Town, 1980) als Juliet
- Heartbreak House (Royal Exchange, 1981) als Ellie Dunn
- Aunt Dan and Lemon (Royal Court & New York) als Mindy
- Total Eclipse (Lyric Theatre, Hammersmith, 1981) als Matilde Verlaine
- The Lady From the Sea (Royal Exchange, Manchester) als Hilde Wangel
- The Dance of Death, RSC, als Judith
- Les Parents Terribles (National Theatre, 1994) als Madeleine
- Eugenee in A Flea in her Ear (Nottingham Playhouse)
- The Devil's Disciple (RSC)
- The Zycoys (RSC) als Styopka